# Coelogyne yiii
Coelogyne yiii är en orkidéart som beskrevs av André Schuiteman och Eduard Ferdinand de Vogel.
Coelogyne yiii ingår i släktet Coelogyne och familjen orkidéer. Inga underarter finns listade i Catalogue of Life.